# Богословлаг
Богословлаг (рос. Богословский ИТЛ и строительство алюминиевого завода, Богословский ИТЛ, Базстрой, Богословлаг) - підрозділ, що діяв в структурі Головного управління виправно-трудових таборів Народного комісаріату внутрішніх справ СРСР (ГУЛАГ НКВС). Був створений 15.11.40 для будівництва Богословського алюмінієвого заводу та обслуговування Північноуральських бокситових рудників.
Місце дислокації: станція Боксити залізниці імені Кагановича в 1940 році (Свердловська область); селище Тур'їнські рудники Серовское району Свердловської області в 1941-1942 рр .; станція Тур'їнські рудники Свердловської залізниці в 1944-1946 рр .; місто Краснотур'їнськ Свердловської області в 1952-1953 рр.
Остаточно закритий 29.04.53.
Чисельність контингенту на 1 жовтня 1941 становила 14 258 осіб. За 1941 рік у Богословлагу померло 1618 ув'язнених, в 1942 році - 4319.

## Виконувані роботи
- будівництво Богословського алюмінієвого заводу,
- обслуговування Північно-Уральських бокситових рудників,
- проектування хутрових майстерень в м.Лобва,
- будівництво ТЕЦ, лісокомбінату, греблі і водосховища, житла, санітарного городка,
- реконструкція Тур'їнського цегельного заводу,
- розробка Івдельського піщаного кар'єру,
- лісозаготівлі,
- виготовлення деталей газогенераторів, будівництво 2-х установок для виробництва карбіду кальцію, Лобвинського гідролізного заводу з цехом харчових дріжджів, заводу 577,
- робота на Богословшахтбуді, виготовлення боєприпасів,
- будівництво Вовчанських вугільних розрізів, ЛЕП з 21.05.43, залізничної гілки до Веселовського вугільного розрізу,
- робота на шлакоблоковому заводі, культурно-побутове будівництво в р-ні Вовчанських розрізів,
- робота в кам'яному кар'єрі, в паровозному депо, вантажно-розвантажувальні роботи, будівництво театру,
- робота на цегельному заводі і лісозаводі,
- виготовлення меблів та деревообробка, с/г роботи, тваринництво в 1942 р,
- с/г роботи в Називаєвському р-ні Омської обл. в 1943-1949 рр.